# Calta lamella
Calta lamella är en fjärilsart som beskrevs av Frederick H. Rindge 1986. Calta lamella ingår i släktet Calta och familjen mätare. Inga underarter finns listade i Catalogue of Life.